# Adolfo Alperi Plaza
Adolfo Alperi Plaza (Oviedo, 12 de setembre de 1970) va ser un ciclista espanyol especialitzat en la pista. Va participar en els Jocs Olímpics de 1992 a Barcelona i als de 1996 a Atlanta.
Un cop retirat, va obrir un centre quiropràctic.

## Palmarès en pista
- 1991
  - Medalla de bronze als Jocs del Mediterrani en Persecució

### Resultats a laCopa del Món
- 1997
  - 1r a Cali, en Persecució per equips
- 1997
  - 3r a Cali i Trexlertown, en Persecució per equips
- 1998
  - 3r a Cali, en Persecució per equips

## Palmarès en ruta
- 1994
  - Vencedor d'una etapa al Cinturó a Mallorca